# Essenfelder Instrumentos Musicais
A F. Essenfelder Ltda foi uma fábrica de pianos existente no Brasil. Foi fundada inicialmente em Buenos Aires em 1889 por Florian Essenfelder.
Em 1902 a fábrica mudou-se para o Brasil, e, após passar por Rio Grande e Pelotas, finalmente estabeleceu-se em Curitiba em 1909, permanecendo em atividade até 1996.
Em 2017, uma nova empresa chamada A. Essenfelder Ltda foi aberta em homenagem a Floriano Helmuth Essenfelder, filho de Florian Essenfelder, e adquiriu os direitos da marca Essenfelder.  
Desta vez a fabricação de instrumentos musicais passou a ser realizada na China e desde então a A. Essenfelder Pianos Ltda ampliou seu ramo de atuação. Além dos pianos acústicos, a empresa fabrica pianos digitais, pianos infantis e possui uma metodologia de ensino de piano.

## História
A F. Essenfelder & Cia. Ltda foi fundada em 1890 pelo alemão Florian Essenfelder, que havia sido técnico da C. Bechstein em Berlim. Florian imigrou para a Argentina em 1889 buscando um clima tropical, pois tinha problemas de saúde por viver em um país frio. Ao se estabelecer com sua família em Buenos Aires, Florian assumiu imediatamente o cargo de técnico de pianos da Drangosch, empresa representante da Bechstein na cidade, porém ainda objetivava ter sua própria fábrica de pianos na América do Sul.
Em 1890 Florian funda sua própria oficina de pianos na capital argentina e passou seu conhecimento sobre a fabricação dos instrumentos para seus filhos. Devido à aceitação dos seus pianos pelo mercado, em 1895 ele patenteou a sua obra.
Em 1898 a Essenfelder produziu e expôs o primeiro piano de cauda fabricado na América do Sul, na ocasião da Exposição Nacional da Argentina, rendendo à marca a medalha de ouro no Gran Prix de Buenos Aires.
No ano de 1899, a esposa de Florian, Maria Jacomowski Essenfelder, adoece e morre. Sozinho com seus filhos, Florian mudou-se para o Brasil em fevereiro de 1902, estabelecendo-se em Rio Grande, onde fabricou alguns pianos. Em 1904 transferiu sua oficina para Pelotas e em 1909, ao descobrir que no Paraná haviam madeiras mais adequadas para a fabricação de instrumentos, mudou-se com sua família para Curitiba, agora com seus filhos também trabalhando.
Durante o século XX a Essenfelder consolidou-se como uma das mais notáveis fabricantes de piano no Brasil, sendo reconhecida internacionalmente através de várias premiações. Além de abastecer o mercado nacional, a empresa também exportou pianos para outros países como Alemanha, Canadá e Estados Unidos.
Em 1990 a Essenfelder comemorou seu centenário em um evento com 100 pianos tocando ao mesmo tempo. Na mesma época, as novas políticas econômicas implementadas no governo Collor na área de importação de produtos fizeram com que pianos mais baratos chegassem ao país e então a empresa perdeu competitividade, encerrando suas atividades em 1996.
Em 2017, vinte anos depois da F. Essenfelder Ltda encerrar suas atividades, a marca Essenfelder foi adquirida pela A. Essenfelder Pianos Ltda, aberta para homenagear o bisavô de seu proprietário, porém com a fabricação de seus instrumentos na China. Atualmente produz pianos acústicos, pianos digitais, pianos infantis e possui uma metodologia de ensino de piano.